# Moulin à vent de La Landronnière
Le moulin à vent de La Landronnière est un moulin situé à Bécon-les-Granits, en France.

## Localisation
Le moulin est situé dans le département français de Maine-et-Loire, sur la commune de Bécon-les-Granits.

## Historique
L'édifice est inscrit au titre des monuments historiques en 1975.